# Dasybasis microdonta
Dasybasis microdonta är en tvåvingeart som först beskrevs av M. Josephine Mackerras 1947.  Dasybasis microdonta ingår i släktet Dasybasis och familjen bromsar. Inga underarter finns listade i Catalogue of Life.